# 65-я авиационная дивизия
 65-я авиацио́нная диви́зия  (65-я ад) — авиационное воинское соединение истребительной и штурмовой авиации Вооружённых сил СССР в Великой Отечественной войне.

## История наименований дивизии
- 65-я истребительная авиационная дивизия;
- 65-я авиационная дивизия;
- 5-я резервная авиационная группа;
- 218-я ночная бомбардировочная авиационная дивизия;
- 218-я бомбардировочная авиационная дивизия;
- 218-я бомбардировочная авиационная Ясская дивизия;
- 218-я бомбардировочная авиационная Ясская Краснознамённая дивизия.

## Формирование дивизии
65-я авиационная дивизия сформирована на базе 65-й истребительной авиационной дивизии 11 сентября 1941 года на основании Приказа НКО

## Переформирование дивизии
65-я авиационная дивизия 23 сентября 1941 года на основании Приказа НКО обращена на формирование 5-й резервной авиационной группы

## В действующей армии
В составе действующей армии:
- 11 сентября 1941 года по 23 сентября 1941 года

## Состав дивизии
| Части                                 | Период                      |
| ------------------------------------- | --------------------------- |
| 292-й истребительный авиационный полк | 11.09.1941 — 16.09.1941     |
| 293-й истребительный авиационный полк | 11.09.1941 — 16.09.1941     |
| 183-й истребительный авиационный полк | 13.092.1941 г. — 23.09.1941 |
| 8-й истребительный авиационный полк   | 16.09.1941 г. — 23.09.1941  |

## В составе соединений и объединений
| Дата            | Фронт (округ) | Армия      | Корпус | Примечания |
| --------------- | ------------- | ---------- | ------ | ---------- |
| 11.09.1941 года | Южный фронт   | ВВС фронта | -      | -          |
| 23.09.1941 года | Южный фронт   | ВВС фронта | -      | -          |

## Командиры дивизии
| Звание       | Имя                             | Период                | Примечание |
| ------------ | ------------------------------- | --------------------- | ---------- |
| Подполковник | Степанович Прокопий Григорьевич | 11.07.1941 — 23.09.41 |            |

## Участие в операциях и битвах
- Киевско-Прилуцкая оборонительная операция — с 13 сентября 1941 года по 26 сентября 1941 года

| И-15 бис | И-153 | И-16 |